# Lengyel Múzeum
A Lengyel Múzeum (2016-tól a teljes neve: Lengyel Kutatóintézet és Múzeum, lengyelül: Polski Instytut Badawczy i Muzeum, korábban: Magyarországi Lengyelség Múzeuma és Levéltára) az Országos Lengyel Kisebbségi Önkormányzat által 1998-ban Budapesten, Kőbányán létrehozott kisebbségi intézmény. A világon egyedüliként fő kutatási területe az ezeréves magyar–lengyel történelmi kapcsolatok és a magyarországi lengyelek története. Gyűjteménye folyamatosan bővül, amihez a legnagyobb támogatást a magyar és a lengyel állam nyújtja. A két nép különleges, sehol máshol nem tapasztalható kölcsönös szimpátiáját történelmi tényekkel alátámasztva modern vizuális eszközökkel és hagyományos módon mutatja be. Két filiáléja van Borsod-Abaúj-Zemplén vármegyében: Ládbesenyő-Andrástanyán (Dolna Drenka) és Derenk romfaluban.
Magyar és lengyel állami támogatással 2005/2006-ban a múzeumi épület emeletráépítéssel bővült, ekkor a gyűjtemény is jelentősen gyarapodott. 2011-ben az állandó kiállítás ismét gazdagodott és modern vizuális eszközökkel egészült ki.
A múzeum 2006 óta jelentet meg időszaki kiállításaihoz kapcsolódóan színes, háromnyelvű katalógusokat. Ezek mellett több kiadvány létrehozásában működött közre. 2003-ban tagja lett a hasonló lengyel intézményeket tömörítő „Külhoni Lengyel Múzeumok, Levéltárak és Könyvtárak Állandó Konferenciája” nevű nemzetközi szervezetnek. Az alapfeladatok mellett tudományos kutató tevékenységet is folytat.

## Állandó kiállítás: „A magyar-lengyel kapcsolatok ezer éve”
Az állandó kiállítás a gazdag közös történelmet mutatja be szimbolikusan, öt fejezetre osztva:

### Királyi és állami kapcsolatok
Magyarország és Lengyelország királyi házainak kapcsolata a 10. században kezdődött. Kiemelt helyet kapott itt Szent László király, aki Lengyelországban, lengyel anyától született, és a magyarországi lengyeleknek is védőszentjük. A kiállítás fontos darabja az ő koronázási palástjának a másolata, amelynek eredetijét Zágrábban őrzik. A fejezetben három térkép mutatja be Magyarországot és Lengyelországot azokból a korokból, amikor a két állam perszonálunió formájában közös korona alá tartozott: Nagy Lajos (1370–1382), I. Ulászló (1440–1444) és Báthory István (1568–1578) idejét. A falakat ismert lengyel festőművészek – Jan Matejko, Juliusz Kossak – metszetei és festményei díszítik, köztük Matejko egyik legismertebb művének, a „Báthory István a pszkovi csata után” című képének másolata, mely az orosz bojárok behódolását ábrázolja. A vitrinekben látható többek közt a budai vár falán fennmaradt Jagelló-sas másolata (15–16. század), valamint a krakkói királyi várban, a Wawelben nyugvó Báthory István szarkofágjának miniatűrje.

### Barátok a bajban
Az 1848–49-es forradalom és szabadságharcban részt vevő lengyelek emléke ma is élénken él a történelmi tudatban, amit számos utcanév, köztéri szobor és társadalmi szervezet neve mutat (pl. Lengyel légió, Bem, Dembiński, Wysocki). A kiállításon fegyverek, légiós egyenruha és a nagyszebeni csatajelenetet bemutató festmény (Jan Styka „Erdélyi körképének” részlete) hangsúlyozzák ennek jelentőségét. A fejezetben ezen kívül utalás van a Rákóczi-szabadságharcban nyújtott lengyel támogatásra, továbbá a 19. századi bukott lengyel felkelések utáni magyar segítségnyújtásokra is (Artúr Grottger „Gyász” című alkotása). Teret kapott még a második világháború és a magyarországi lengyel menekültek témaköre is (Henryk Sławik, a lengyel Wallenberg). Térképek mutatják be a lengyel katonai és polgári táborok helyét, s Teleki Pál miniszterelnök portréja is látható, aki tevőlegesen is részt vett a korabeli lengyelbarát politika formálásában. A vitrinbe a korabeli katonai felszerelés elemei kerültek, s itt kaptak helyet a 2014-ben elhunyt Nizalowski Ernő hadi pilóta személyes tárgyai is. A fejezet utolsó része az 1956-os poznańi és budapesti felkeléseknek állít emléket. Itt látható a „Szolidaritás 1980” című faszobor is – a Solidarność-mozgalom nagy hatással volt a magyar kommunizmusellenes ellenzékre.

### Gazdasági kapcsolatok
A 18. századi állapotot rögzíti a fontos kereskedelmi utakat bemutató térkép, bár a kapcsolat már a középkorban is élénk volt. A kiállított tárgyak utalnak a jelentősebb árukra, a sóra (Wieliczka bányájából), a posztóra és a szőttesekre. A legnagyobb teret a borkereskedelem kapta: borszállító szekér Tokaj-hegyaljáról, hordók, kádak és borászati eszközök szerepelnek a gyűjteményben. A falakon érdekességként a kereskedelemre vonatkozó középkori oklevelek, kiváltságos levelek láthatóak.

### Kulturális és egyházi kapcsolatok
A kulturális kapcsolatok a középkorban, Nagy Kázmér és Nagy Lajos királyok korában kezdődtek. Krakkóban a Jagelló Egyetemen – főként a 15. és 16. században – magyar diákok egész sora tanult. Lengyelországban nyomtatták az első magyar nyelvű könyveket. A reneszánsz korban lengyel tudósok jártak Magyarországon (Sanoki Gergely), magyar költők (Balassi Bálint), zenészek (Bakfark Bálint) pedig Lengyelországban. A II. világháború idején a lengyel kultúra ápolásának különösen fontos helyszíne volt Magyarország. A kulturális kapcsolatokra szimbolikus tárgyak utalnak: a Flórian Zsoltároskönyv másolata, amely Hedvig lengyel királynő számára készült (a nyitott kódexben az Anjou címer látható); reneszánsz stílusú, Krakkó főterét ábrázoló festmény, valamint a II. világháború idején Magyarországon megjelentetett lengyel nyelvű kiadványok.
Az egyházi kapcsolatokra Szent Kinga sóból faragott szobra utal. A częstochowai kolostort mutatják be Jan Gumowski 1927–29 között készült litográfiái, a lengyel történelem és hitélet e meghatározó kegyhelyét a magyar alapítású pálos szerzetesrend gondozza. A fejezetben helyet kapott a budapesti lengyel templom is.

### A magyarországi lengyelség
Ebben a fejezetben egy paraszti tisztaszoba berendezése látható, mely az 1717–1943 között létezett magyarországi lengyel falu, Derenk lakóinak életét hozza közelebb a látogatóhoz. A fejezet utal arra is, hogy a 19–20. század fordulóján az Osztrák–Magyar Monarchia gazdasági fejlődése következtében jelentős lengyel lakosság jelent meg a magyar városokban. A vitrinben magyarországi lengyelek által adományozott tárgyak találhatók.

## Vidéki filiálék

### Derenki emlékház – az andrástanyai gyűjtemény
Derenki leszármazottak falusi parasztháza ad helyet a gyűjteménynek. 2003-ban az épület egyik gazdasági helységében nyílt meg a kiállítás, majd 2006-ban két lakószoba is berendezésre került. A tárlat látogatói Derenk lakóinak életével ismerkedhetnek meg.

### Derenk
Az Aggteleki Nemzeti Park keleti csücskében, erdővel borított dombos vidéken, a szlovák határ mellett fekvő Derenken áll az egykori község 2008-ban felújított iskolája. Ebben az ajtók nélküli, teljesen nyitott épületben állandó fotókiállítás mutatja be a lengyelek által lakott falu történetét, lakóinak sorsát az 1943-ban befejeződött kilakoltatás után. A múzeuma filiáléjának helyet adó iskolán kívül más látnivaló is várja a látogatókat: kápolna és kereszt, a régi temető, a főutca az egykori lakóházak megjelölt helyeivel. Ezeket az Országos Lengyel Kisebbségi Önkormányzat másik intézménye, a Lengyel Kulturális Központ gyakorolja.

## Fontosabb időszaki kiállítások
- 1999. VI. 26. „I. Szent László király” – fotó- és dokumentum-kiállítás
- 2002. VI. 12. „Mily távol, mily közel” – a Magyarországi Lengyel Alkotói Fórum tagjainak kiállítása (Pataky Művelődési Ház, a Múzeum társrendező)
- 2002. XI. 23. „Csorba Tibor, 1906–85” – képzőművészeti és irodalmi kiállítás
- 2003. VI. 20. „Repülés léghajón” – Robert Świerkiewicz kiállítása
- 2004. VI. 11. „Négy égbolt” – a visegrádi országok lengyel művészeinek képzőművészeti kiállítása (Pataky Művelődési Ház, a Múzeum a rendező). A kiállítást bemutatták minden visegrádi országban, többek közt Budapesten, Kassán, Ostrawában, Varsóban.
- 2006. VI. 24. „Poznań–Budapest 56” – fotó- és dokumentum-kiállítás
- 2006. IX. 14. „Lengyel honból” – a Magyarországi Lengyel Alkotói Fórum tagjainak közös kiállítása. A tárlatot Lengyelországban is bemutatták (Varsó, Krakkó).
- 2007. II. 9. „Wieloch-Varga Krystyna” – festmény- és gobelinkiállítás
- 2007. IV. 20. „Visszatérés a soha nem látott hazába” – Gabriel Morvay (1934–1988) festményei
- 2007. IX. 7. „Kapcsolat és fény” – K. Krawczun Halina festményei és kerámiái kiállítás
- 2008. III. 14. „Hűen Lengyelországhoz és Magyarországhoz – a Bem József Magyarországi Lengyel Kulturális Egyesület 50 éves tevékenysége” – fotó- és dokumentumkiállítás
- 2008. IX. 21. „Katyń és Auschwitz” – fotó- és dokumentumkiállítás
- 2009. I. 30. „Töredékesen is egész” – Dávid Attila (1967−2002) festményei és díszlettervei
- 2009. IV. 24. „Lengyel Népköztársaság – oly távol, oly közel” – fotó- és dokumentumkiállítás
- 2009. IX. 5. „Az Országos Lengyel Nyelvoktató Iskola 5 éve” – fotó- és dokumentum-kiállítás
- 2009. XI. 20. „Szikrázzon a csizmám sarka” – a magyarországi lengyel néptánc története, fotó- és dokumentumkiállítás
- 2010. II. 16. „Etika és expresszió” – Serediuk Péter festményei és grafikái
- 2010. VI. 10. „Kerámia párbeszéd” – a zalaegerszegi GébArt Nemzetközi Művésztelep munkáiból
- 2010. XI. 6. „15 év folyamatosan teljesülő álmaink” – az Országos Lengyel Kisebbségi Önkormányzat 15 éves fennállására fotó- és dokumentumkiállítás
- 2011. II. 9. „Emergencia” – Szyksznian Wanda és Włodzimierz Pastuszak képzőművészeti kiállítása
- 2011. V. 12. „Lengyelország szubjektíven” – Buskó András lengyelországi utazásai, fotókiállítás
- 2011. X. 7. „3D” – Ducki Krzysztof, Tomek és Witek fotói, grafikái, kisfilmjei
- 2011. XII. 16. „80 év a művészet szolgálatában” – Trojan Marian Józef képzőművészeti kiállítása
- 2012. IV. 23. „Új visszatérés a soha nem látott hazába” – Gabriel Morvay (1934–1988) festményei

## Fontos események
- 1998. IX. 15. Megnyílik a Múzeum és a „Lengyel telepesek Magyarországon” című első kiállítás
- 2002. XI. 23. „Lengyelek magyar földön”, I. tudományos konferencia
- 2003. X. 12. Derenki emlékház megnyitása Andrástanyán, a lengyel faluban (a Derenkről származó Safarcsik házaspár tulajdonában álló, erre a célra felajánlott parasztházban)
- 2004. XI. 20. „Lengyelek magyar földön”, II. tudományos konferencia
- 2006. V. 6. A kibővített kiállítás felszentelése Andrástanyán
- 2006. IX. 14. Átadásra kerül a múzeum kibővített épülete, és „A lengyel–magyar kapcsolatok ezer éve” címen megnyílik az átépített állandó kiállítás. A múzeuma házigazdája a „Külhoni Lengyel Múzeumok, Levéltárak és Könyvtárak Állandó Konferenciája” XXVIII. ülésszakának. (IX. 14–17.)
- 2008. VI. 27. Derenken az új állandó kiállítás átadásával nyílik meg a filiálé.
- 2008. XI. 21. „Lengyelek magyar földön”, III. tudományos konferencia (II. Rákóczi Ferenc szabadságharcának lengyel vonatkozásai)
- 2011. V. 25. A budapesti épületben megnyílik az átépített és megújult állandó kiállítás.

## Külső kapcsolatok
- a Múzeum weblapja lengyelmuzeum.hu